# Ricky Martin
Enrique Martín Morales (San Juan, 24 de desembre de 1971) més conegut pel seu nom artístic Ricky Martin, és un cantant, compositor, actor i escriptor porto-riqueny, nacionalitzat espanyol. Va iniciar la carrera musical a mitjans de la dècada del 1980.
Fill d'Enrique José Martín III, psicòleg, i de Nereida Morales, comptadora pública. A partir de 1991 es va establir com a solista. Ha llançat nou àlbums de música, tres recopilacions i més de cinquanta senzills en castellà i anglès. Ha venut 60 milions d'àlbums com a solista. L'àlbum més venut és el que va llançar el 1999, titulat Ricky Martin.
Al llarg de la carrera ha rebut dos premis Grammy, cinc Latin Grammys, tres Billboard, vuit Billboard Latin Music Awards, vuit MTVs, vuit World Music Awards i dos American Music Awards.
El 2 de novembre de 2010 Ricky Martin va llançar la seva autobiografia. "Yo" va sortir a la venda set mesos després que el cantant porto-riqueny fes pública la seva homosexualitat i coincidint amb l'estrena d'una nova cançó.